# Saint-Euphraise-et-Clairizet
Saint-Euphraise-et-Clairizet é uma comuna francesa na região administrativa do Grande Leste, no departamento de Marne. Estende-se por uma área de 4.91 km², e possui 235 habitantes, segundo o censo de 2018, com uma densidade de 48 hab/km².